# Божества часу і долі
Божества часу та долі — персоніфікація часу, часто у розумінні тривалості людського життя та людської долі, в політеїстичних релігіях. У монотеїзмі, Час також може бути персоніфікований, наприклад Батько Час у європейському фольклорі або Зурван у перській (зороастрійській) традиції.
У Книзі Екклезіястовій Старого Заповіту, терміни עדן 'iddan «час» та זמן zĕman «пора року» мають контраст, схожий на грецький Хронос і Кайрос.

## Стародавній Близький Схід
Релігія Стародавнього Єгипту:
Хемсут ·  Хех
Релігія Стародавньої Месопотамії: Асіма · Іштар ·  Маміту ·  Мамметун · Манат ·  Ману Великий ·  Мені

## Класична античність
Давньогрецька релігія:
Божества долі: Мойри — Атропа ·  Клото ·  Лахесіс
Ананке ·  Хронос (протогеной, первісне божество, не слід плутати з титаном Кроносом) ·  Герас (бог старості) ·  Ори ·  Кайрос ·  Кронос (титан) ·  Тіхе ·  Морос
Давньоримська релігія:
Божества долі: Парки — Децима ·  Морта ·  Нона
Камени: Антеворта/Порріма ·  Кармента ·  Егерія ·  Постверта
Етернітас ·  Анна Перенна ·  Кайрос ·  Хронос ·  Сатурн ·  Фортуна ·  Вертумн

## Європа
Етруські — Нортія ·  Тінія
Скандинавські — Норни (Урд ·  Верданді ·  Скульд)
День: (Дагр ·  Скінфаксі) ·  Ніч: (Нотт ·  Грімфаксі) ·  Пори року: (Сумарр та Ветр) ·  Старість: Еллі
Балтійські — Далія ·  Лайма ·  Лаума
Польські — Судз
Румунські — божества долі: Урсітоаре (рум. Ursitoare), які з'являлися на третій день життя дитини та визначали її долю
інші європейські — Матері і матрони ·  Батько Час ·  Бетен

## Азія
- Вірування Балі — Батара Кала
- Буддизм — Махакала
- Індуїзм — Кала ·  Калі
- Вірування Філіппін — Кан-Лаон
- Зороастризм — Зурван

## Африка
- Ігбо — Ікенга
- Нубія — Дедун
- Оріша — Олорун, Орі